# Folgoso de la Ribera
Folgoso de la Ribera és un municipi de la província de Lleó, a la comunitat autònoma de Castella i Lleó. Forma part de la comarca d'El Bierzo. Està format pels nuclis de Folgoso de la Ribera, La Ribera de Folgoso, Boeza, Rozuelo, Villaviciosa de San Miguel, El Valle i Tedejo.

## Referències

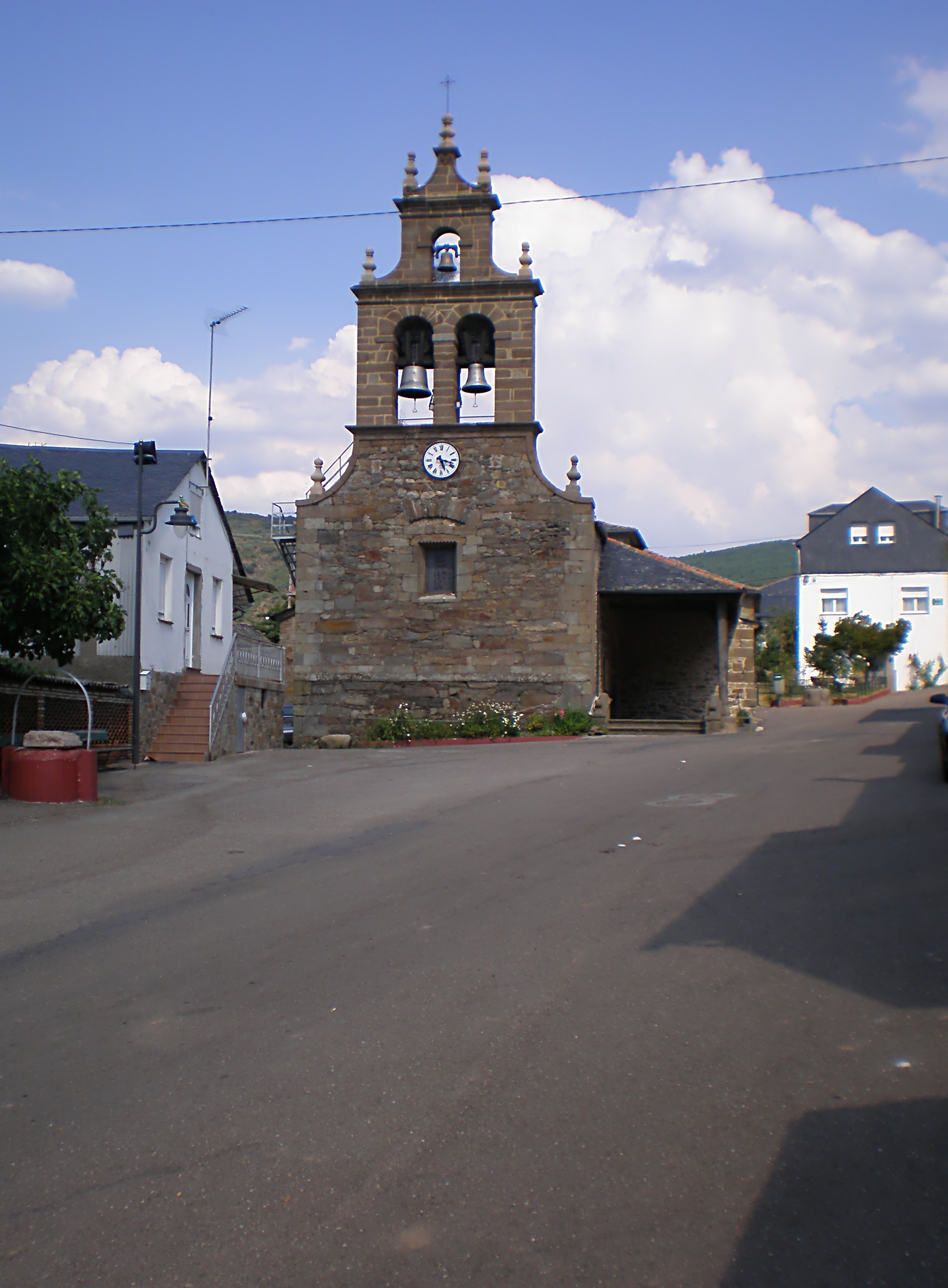
Església de Folgoso de la Ribera.
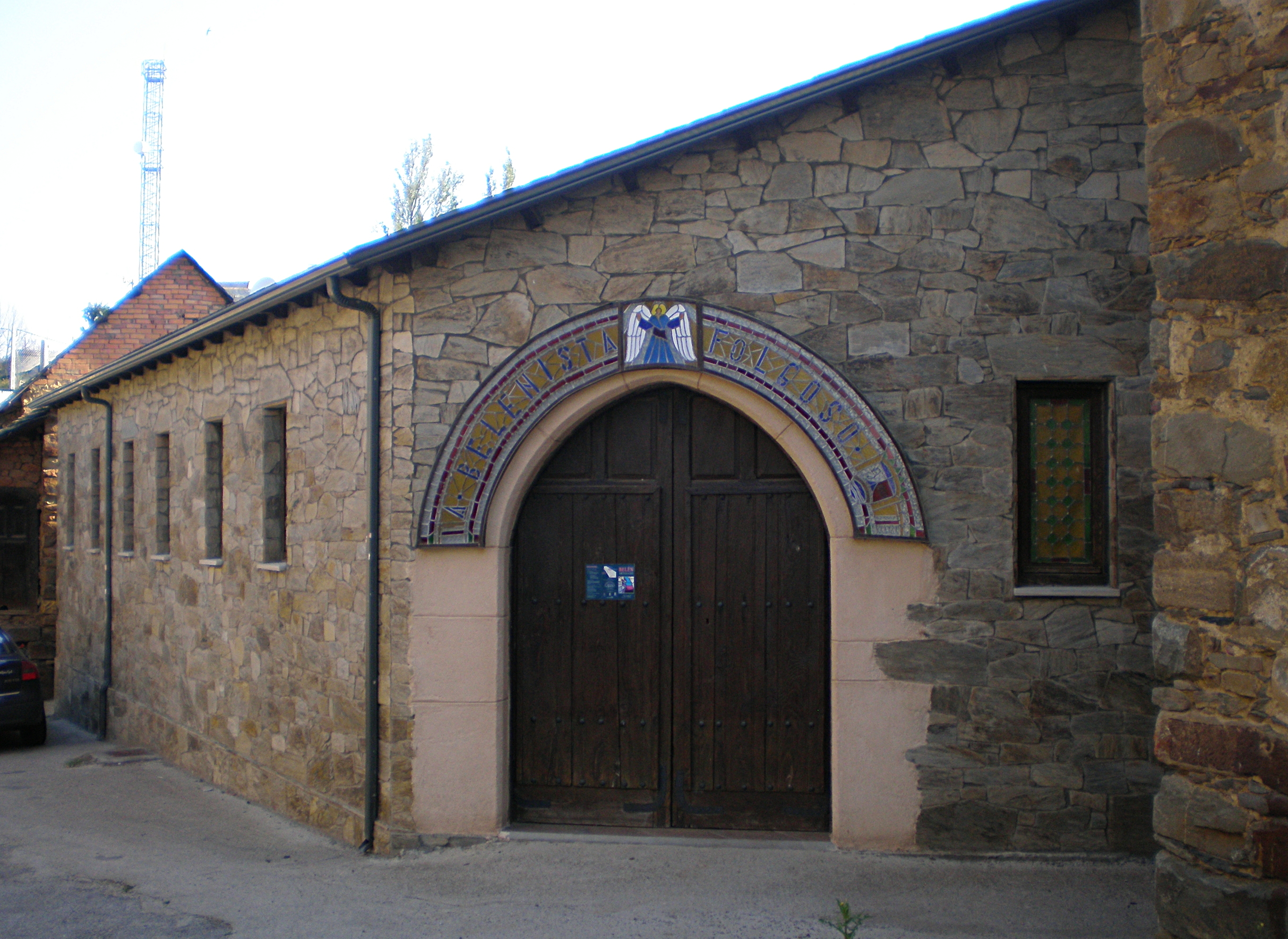
Asociación Belenista de Folgoso de la Ribera.
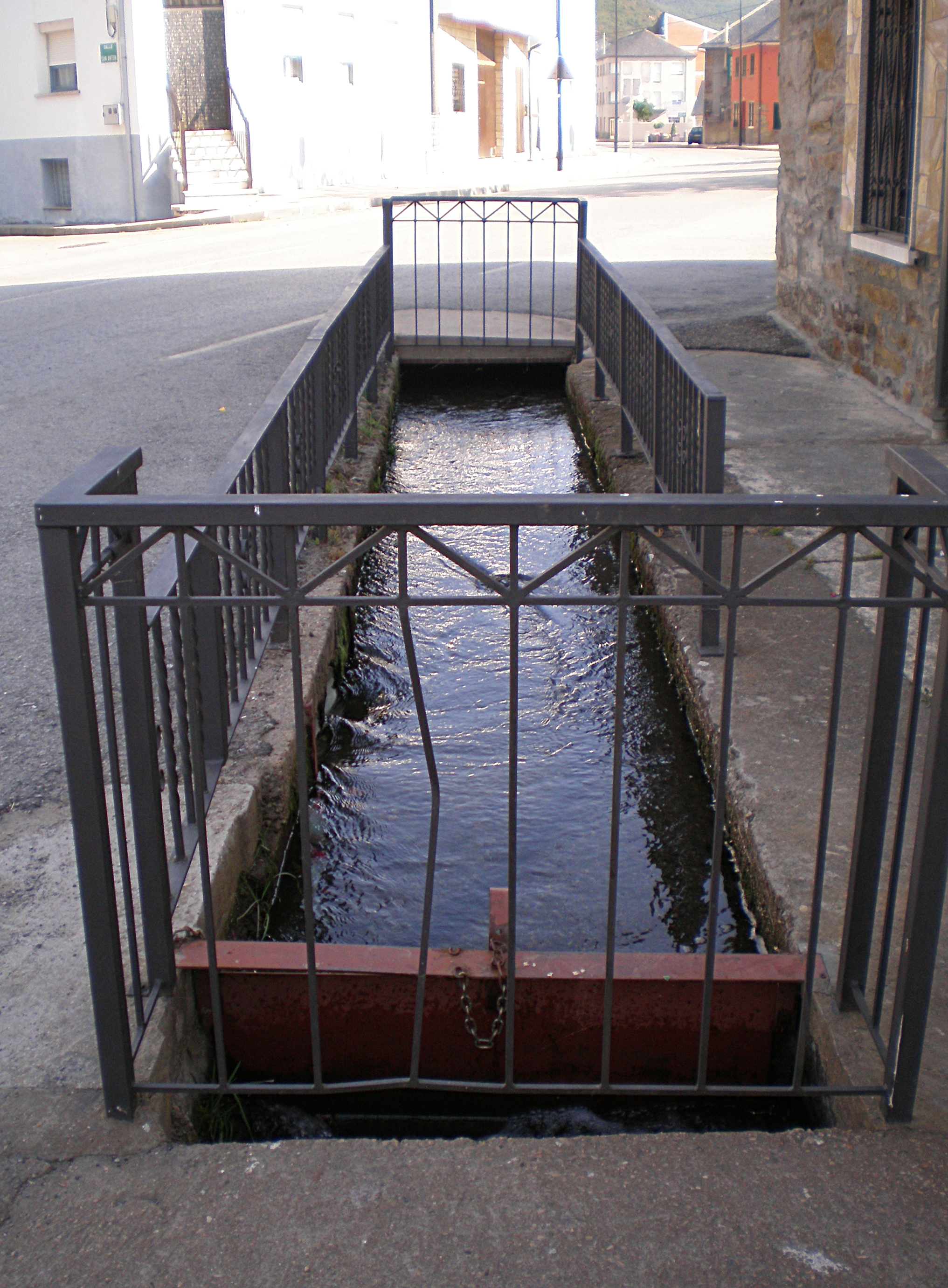
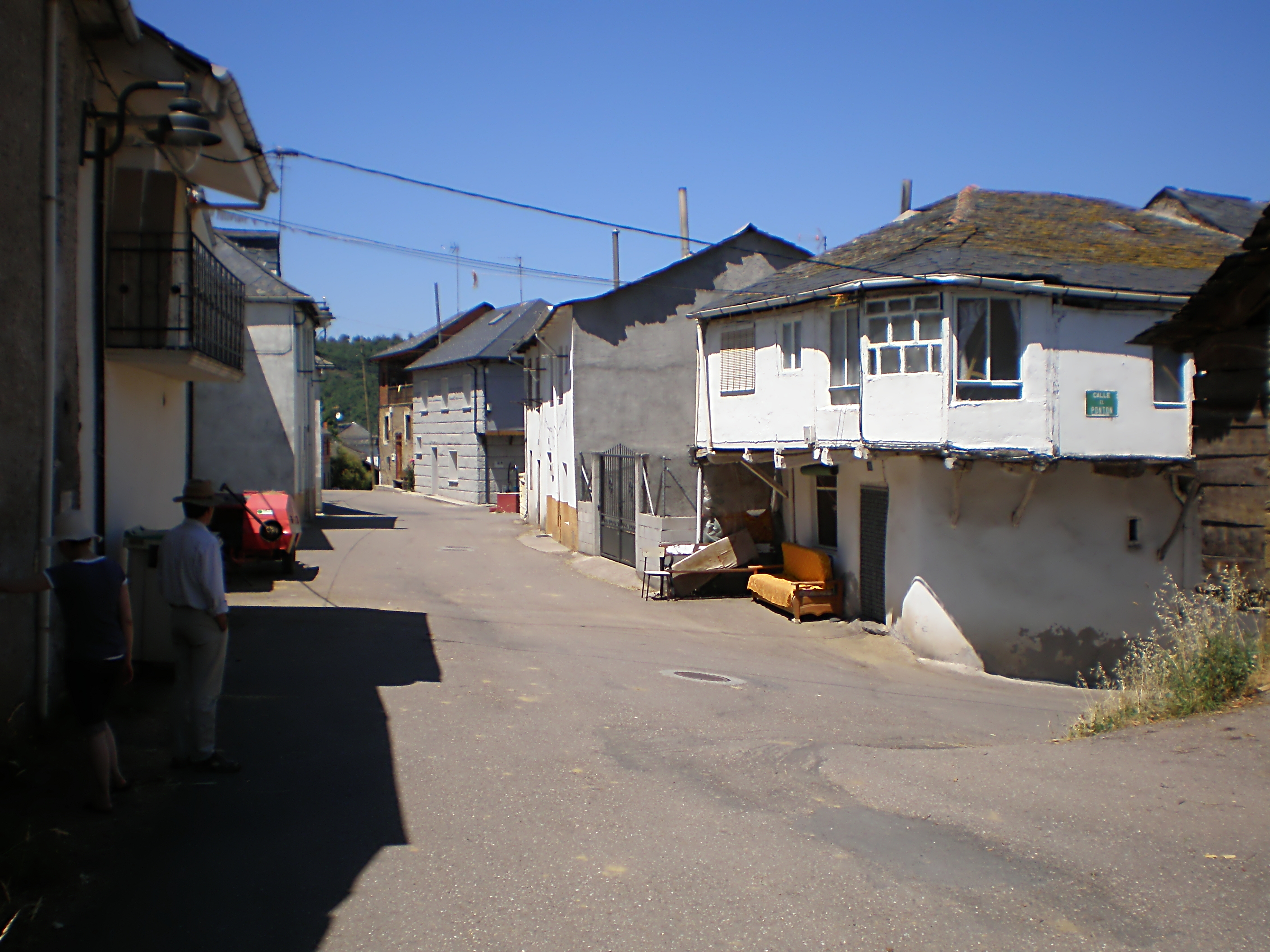
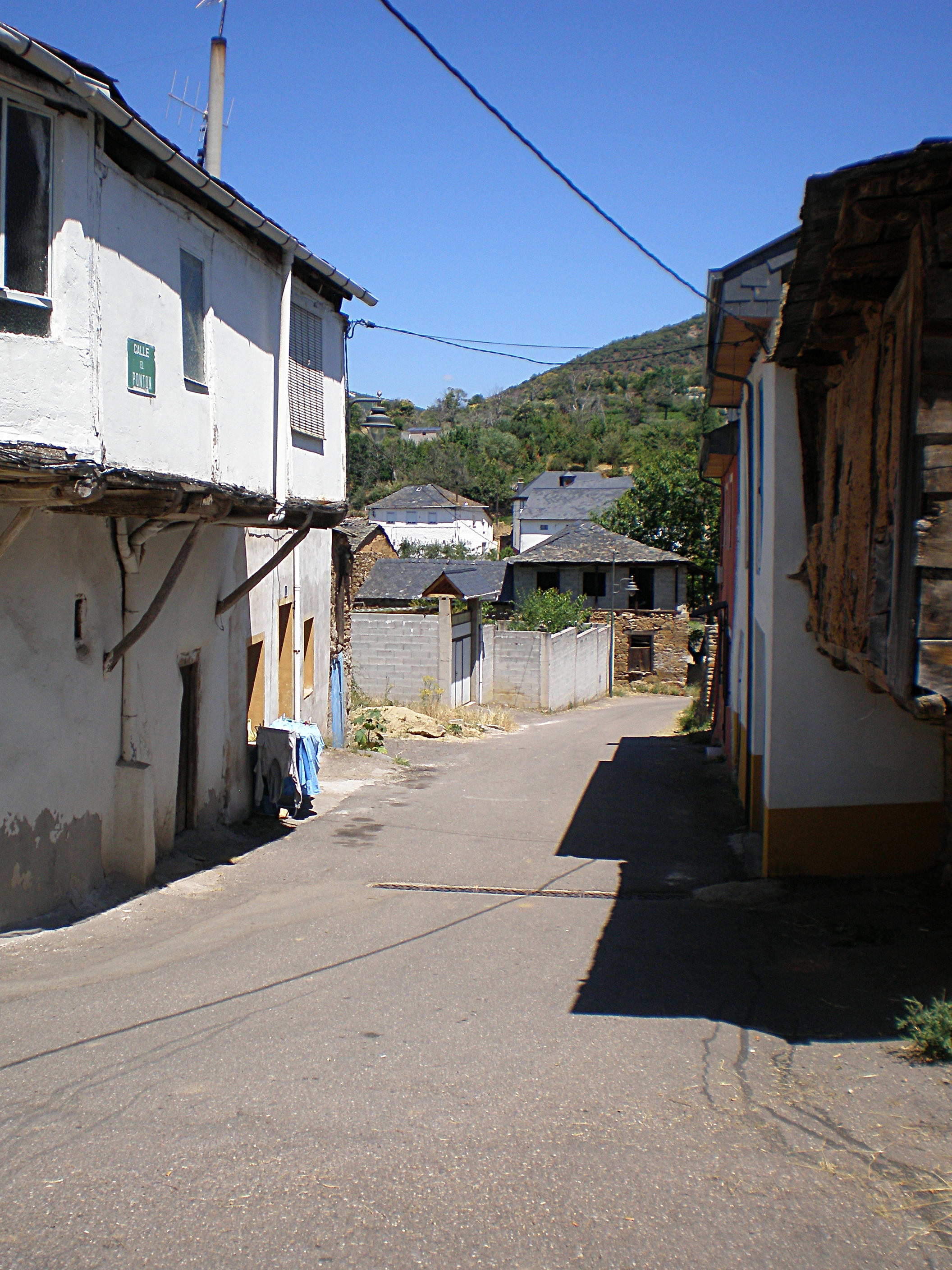

## Demografia
| 1991 | 1996 | 2001 | 2004 |
| ---- | ---- | ---- | ---- |
| 1594 | 1442 | 1280 | 1285 |